# 松永町
松永町（まつながちょう）は、広島県沼隈郡にあった町。現在の福山市松永町・今津町などにあたる。

## 地理
- 海 ： 松永湾
- 河川 ： 羽原川

## 歴史
- 1889年（明治22年）4月1日 - 町村制の施行により、沼隈郡松永村が単独で自治体を形成。
- 1900年（明治33年）3月3日 - 町制施行して松永町となる。
- 1953年（昭和28年）4月1日 - 今津町と合併し、改めて松永町が発足。
- 1954年（昭和29年）3月31日 - 金江村・神村・東村・藤江村・本郷村・柳津村と新設合併して松永市が発足。同日松永町廃止。